# 7 Day Weekend
 7 Day Weekend è un singolo della cantante giamaicana Grace Jones pubblicato nel 1992, per la colonna sonora del film  Il principe delle donne diretto da Reginald Hudlin, in cui la Jones recitava nel ruolo di Helen Strangé, al fianco di Eddie Murphy.

## Descrizione
Il brano è stato scritto dalla stessa Jones e da Dallas Austin e Satch Hoyt, prodotto da Austin con Randy Ran, L.A. Reid e Babyface e fu pubblicato in versione 12" e CD Maxi, contenenti versioni remixate da Austin e Ben Liebrand. 
Il singolo non ottenne successo e non ebbe alcun impatto nelle classifiche.

## Tracce
- 12" single

A1. "7 Day Weekend" (club remix) – 5:27
A2. "7 Day Weekend" (remix instrumental) – 4:38
B1. "7 Day Weekend" (remix radio edit) – 3:33
- CD single

1. "7 Day Weekend" (remix radio edit) – 3:33
2. "7 Day Weekend" (club remix) – 5:27
3. "7 Day Weekend" (remix instrumental) – 4:38